# Brémoncourt
Pour l’article homonyme, voir Bremoncourt.
Brémoncourt est une commune française située dans le département de Meurthe-et-Moselle en région Grand Est.

## Géographie
| Domptail-en-l'Air |             | Méhoncourt |
| Haigneville       | Brémoncourt | Einvaux    |
|                   | Froville    |            |

### Hydrographie
La commune est dans le bassin versant du Rhin au sein du bassin Rhin-Meuse. Elle est drainée par le ruisseau de Bremoncourt et le ruisseau le Fouliot,.

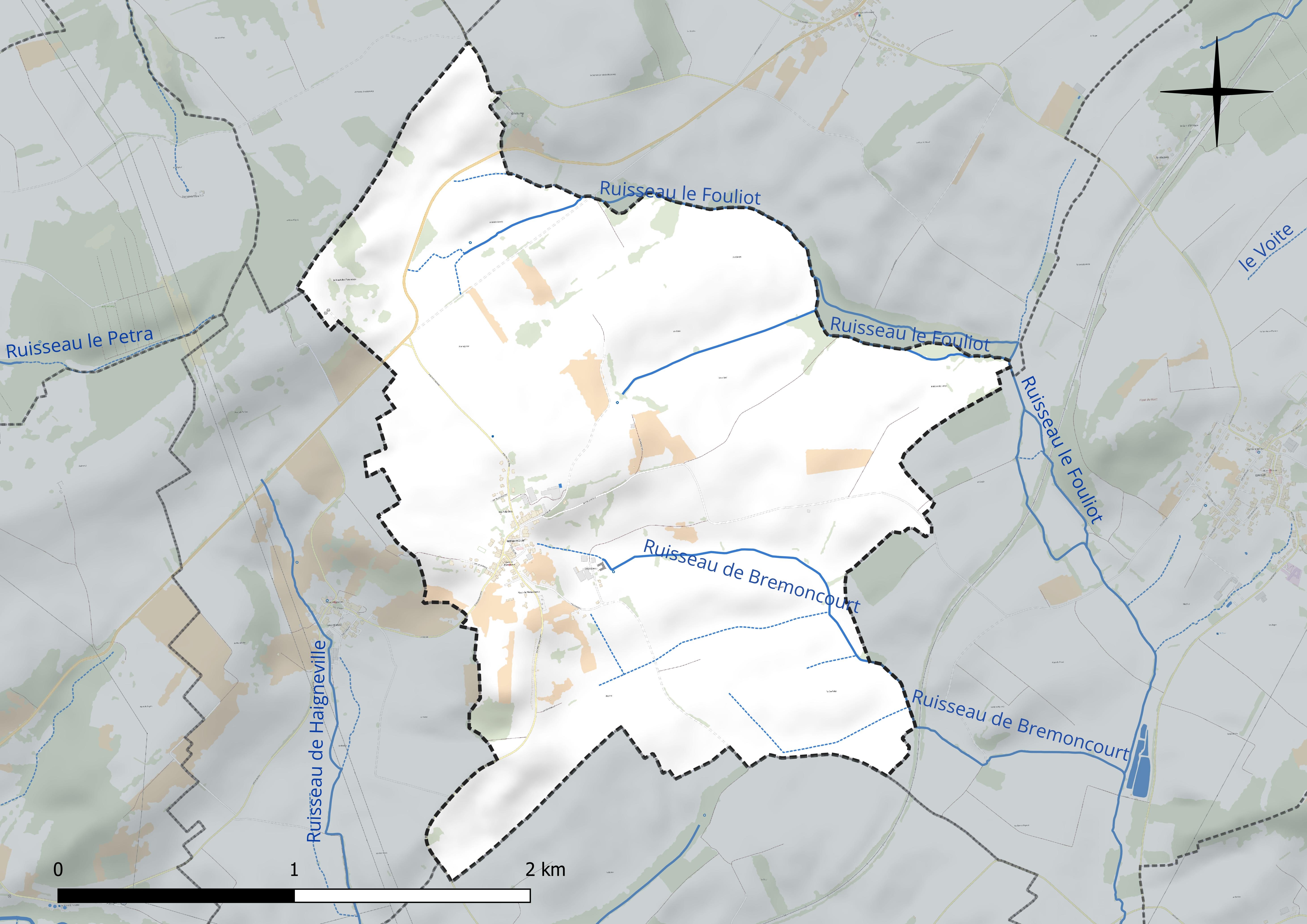
Réseau hydrographique de Brémoncourt.

### Climat
Pour des articles plus généraux, voir Climat du Grand Est et Climat de Meurthe-et-Moselle.
En 2010, le climat de la commune est de type climat des marges montargnardes, selon une étude du Centre national de la recherche scientifique s'appuyant sur une série de données couvrant la période 1971-2000. En 2020, Météo-France publie une typologie des climats de la France métropolitaine dans laquelle la commune est exposée à un climat semi-continental et est dans la région climatique  Lorraine, plateau de Langres, Morvan, caractérisée par un hiver rude (1,5 °C), des vents modérés et des brouillards fréquents en automne et hiver. 
Pour la période 1971-2000, la température annuelle moyenne est de 9,5 °C, avec une amplitude thermique annuelle de 17,1 °C. Le cumul annuel moyen de précipitations est de 925 mm, avec 13 jours de précipitations en janvier et 10,1 jours en juillet. Pour la période 1991-2020, la température moyenne annuelle observée sur la station météorologique de Météo-France la plus proche, « Roville », sur la commune de Roville-aux-Chênes à 22 km à vol d'oiseau, est de 10,3 °C et le cumul annuel moyen de précipitations est de 833,3 mm. 
La température maximale relevée sur cette station est de 40 °C, atteinte le 25 juillet 2019 ; la température minimale est de −24,5 °C, atteinte le 2 janvier 1971,,. 
Les paramètres climatiques de la commune ont été estimés pour le milieu du siècle (2041-2070) selon différents scénarios d'émission de gaz à effet de serre à partir des nouvelles projections climatiques de référence DRIAS-2020. Ils sont consultables sur un site dédié publié par Météo-France en novembre 2022.

## Urbanisme

### Typologie
Au 1er janvier 2024, Brémoncourt est catégorisée commune rurale à habitat dispersé, selon la nouvelle grille communale de densité à sept niveaux définie par l'Insee en 2022.
Elle est située hors unité urbaine. Par ailleurs la commune fait partie de l'aire d'attraction de Nancy, dont elle est une commune de la couronne,. Cette aire, qui regroupe 353 communes, est catégorisée dans les aires de 200 000 à moins de 700 000 habitants,.

### Occupation des sols
L'occupation des sols de la commune, telle qu'elle ressort de la base de données européenne d’occupation biophysique des sols Corine Land Cover (CLC), est marquée par l'importance des territoires agricoles (95,2 % en 2018), une proportion identique à celle de 1990 (95,2 %). La répartition détaillée en 2018 est la suivante : prairies (49,6 %), terres arables (42,6 %), zones urbanisées (4,8 %), cultures permanentes (3 %). L'évolution de l’occupation des sols de la commune et de ses infrastructures peut être observée sur les différentes représentations cartographiques du territoire : la carte de Cassini (XVIIIe siècle), la carte d'état-major (1820-1866) et les cartes ou photos aériennes de l'IGN pour la période actuelle (1950 à aujourd'hui).

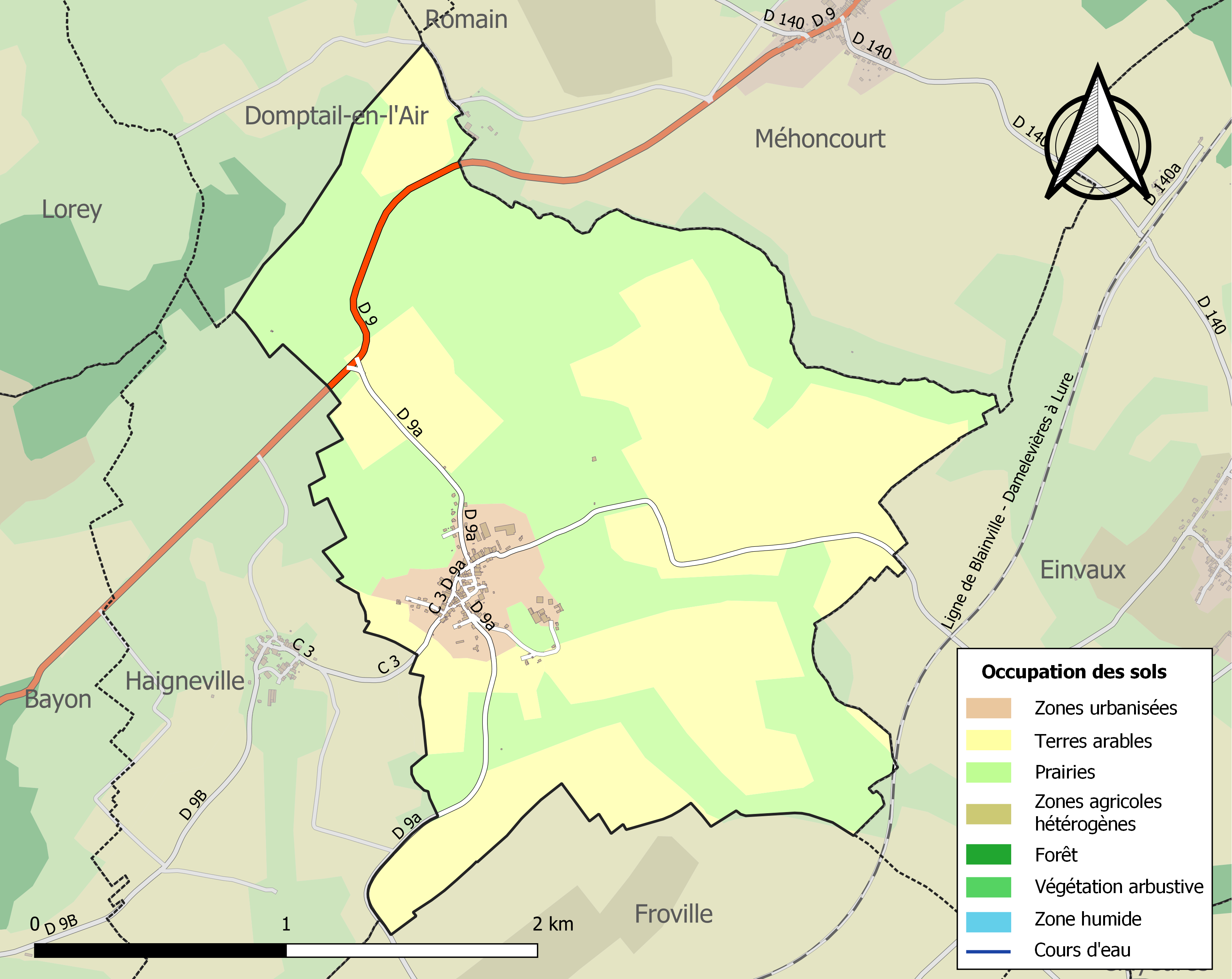
Carte des infrastructures et de l'occupation des sols de la commune en 2018 (CLC).

## Toponymie
Le nom de la localité est attesté sous les formes Ecclesia de Bremuncort (vers 1195) ; Bromoncort (1203) ; Bremoncort (1285) ; Bromoncourt (1317) ; Bremoncuria (1399).

## Histoire
- Existence d'une nécropole mérovingienne fouillée en 1830.

## Politique et administration
| Période                                  | Période                   | Identité                                       | Étiquette | Qualité        |
| ---------------------------------------- | ------------------------- | ---------------------------------------------- | --------- | -------------- |
| Les données manquantes sont à compléter. |                           |                                                |           |                |
| avant 1988                               | ?                         | Émile Marquis                                  |           |                |
| mars 2001                                | 2014                      | Jacques Leclerct                               | DVG       |                |
| mars 2014                                | En cours (au 25 mai 2020) | Maurice Heriat, Réélu pour le mandat 2020-2026 |           | Ancien employé |

## Population et société

### Démographie
L'évolution du nombre d'habitants est connue à travers les recensements de la population effectués dans la commune depuis 1793. Pour les communes de moins de 10 000 habitants, une enquête de recensement portant sur toute la population est réalisée tous les cinq ans, les populations de référence des années intermédiaires étant quant à elles estimées par interpolation ou extrapolation. Pour la commune, le premier recensement exhaustif entrant dans le cadre du nouveau dispositif a été réalisé en 2005.

En 2022, la commune comptait 167 habitants, en évolution de +1,21 % par rapport à 2016 (Meurthe-et-Moselle : −0,13 %, France hors Mayotte : +2,11 %).
| 1793 | 1800 | 1806 | 1821 | 1831 | 1836 | 1841 | 1846 | 1851 |
| ---- | ---- | ---- | ---- | ---- | ---- | ---- | ---- | ---- |
| 138  | 215  | 201  | 247  | 270  | 289  | 272  | 298  | 328  |

| 1856 | 1861 | 1872 | 1876 | 1881 | 1886 | 1891 | 1896 | 1901 |
| ---- | ---- | ---- | ---- | ---- | ---- | ---- | ---- | ---- |
| 276  | 295  | 263  | 254  | 249  | 227  | 197  | 195  | 183  |

| 1906 | 1911 | 1921 | 1926 | 1931 | 1936 | 1946 | 1954 | 1962 |
| ---- | ---- | ---- | ---- | ---- | ---- | ---- | ---- | ---- |
| 183  | 172  | 160  | 148  | 142  | 144  | 130  | 143  | 132  |

| 1968 | 1975 | 1982 | 1990 | 1999 | 2005 | 2006 | 2010 | 2015 |
| ---- | ---- | ---- | ---- | ---- | ---- | ---- | ---- | ---- |
| 137  | 146  | 151  | 144  | 147  | 156  | 156  | 157  | 161  |

| 2020 | 2022 | - | - | - | - | - | - | - |
| ---- | ---- | - | - | - | - | - | - | - |
| 167  | 167  | - | - | - | - | - | - | - |

## Culture locale et patrimoine

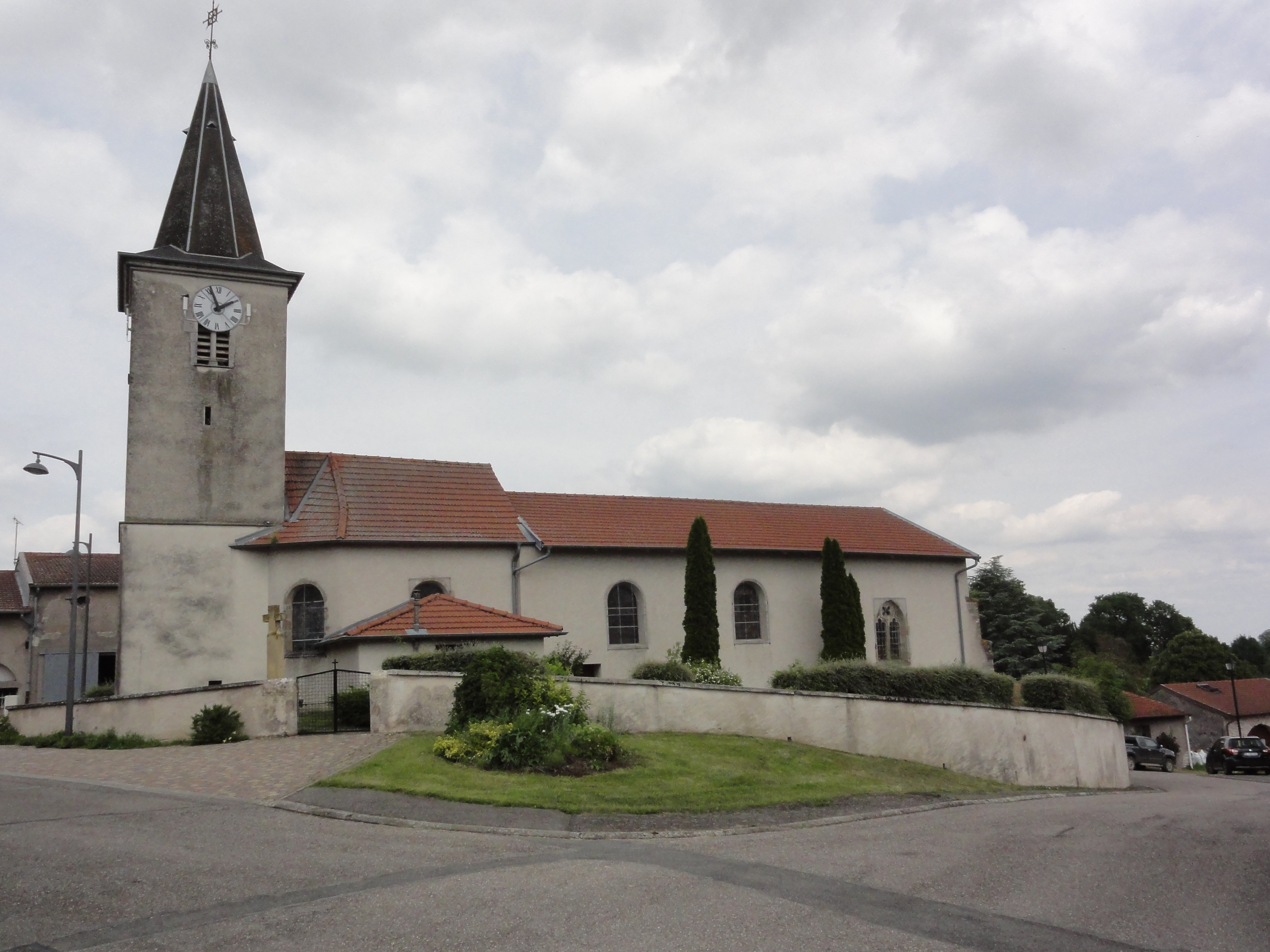
L'église.

### Lieux et monuments
- Château XVIIe siècle, transformé XVIIIe siècle, construction d'une chapelle en 1617.
- Église Saint-Remy : nef XVe siècle remaniée, chevet XVIIIe siècle.

### Personnalités liées à la commune
- Édouard Imbeaux (1861-1943), médecin et hydrogéologue, directeur des services municipaux de Nancy de 1892 à 1912.
- Charles-Joseph Pariset (1807-1890) dit Félicien Pariset, auteur de monographies en histoire sociale et régionale.

### Héraldique
| Blason de Brémoncourt | Blason  | D'or à la bande de gueules chargée d'une étoile d'or entre deux alérions d'argent, la bande accompagnée en chef d'une tête de loup arrachée de sable allumée du champ et lampassée de gueules, et en pointe d'une tour de sable ajourée et ouverte du champ. |
| Blason de Brémoncourt | Détails | Le statut officiel du blason reste à déterminer. |